# Burenville
Burenville is een wijk van Luik.
De wijk grenst aan Luik-Centrum met de buurt Saint-Gilles, aan stadsdeel Glain en aan de wijk Sainte-Marguerite. Voorts aan de plaats Saint-Nicolas.

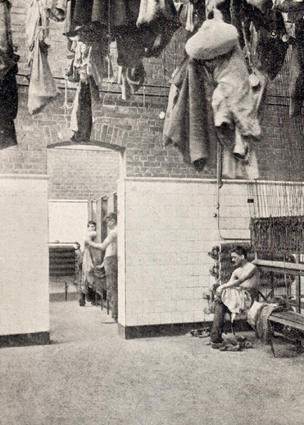
Kleedkamer van de Aumonier-mijn

In de omgeving van Burenville was vroeger een steenkoolmijn, de Aumonier-mijn, behorend tot de Société anonyme des Charbonnages de Bonne Espérance, Batterie, Bonne-Fin et Violette.
Omstreeks 1968 werd een deel van Burenville, inclusief het historische Maison Chapeauville van 1608, gesloopt, teneinde de aanleg van autoweg A 602 mogelijk te maken.
De wijk kent twee kerken:
1. De Sint-Hubertuskerk (Église Saint-Hubert) van 1960, gelegen aan Rue de l'Espérance.
2. De Onze-Lieve-Vrouw van de Calvariebergkerk (Église Notre-Dame du Calvaire), gebouwd begin 20e eeuw. Het is een driebeukig neogotisch bouwwerk onder zadeldak, zonder toren. Gelegen aan Rue du Calvaire, 125. Deze kerk is onttrokken aan de eredienst en wordt (2017) omgevormd tot tentoonstellingsruimte annex conferentiezaal.